# Marco Torsiglieri
Marco Torsiglieri est un footballeur argentin, né le 12 janvier 1988 à Castelar. Il évolue au poste de défenseur central.

## Palmarès
- Vélez Sarsfield
  - Vainqueur du Championnat Clausura d'Argentine en 2009.
- CA Boca Juniors
  - Vainqueur du Championnat d'Argentine en 2015.